# Comtat de Lomme
El comté de Lomme o Lommegau (comitatus Lomacensis ) fou una jurisdicció feudal del Sacre Imperi Romanogermànic a la Baixa Lotaríngia. Agafava el seu nom de la població de Lomme; gau és equivalent a comarca o pagus. Els comtes residien al castell de Lomme fins que es va construir el de Namur. El territori estava dividit en quatre pagus:
- pagus Lomacensis,
- pagus Darnau
- pagus de Sambre
- pagus de Namur.

El pagus Lomacensis fou el nucli del comtat de Namur, nom que va adoptar posteriorment. El Darnau fou progressivament desmembrat : Fosses-la-Ville fou donat al bisbat de Lieja al segle X i Florennes al segle XI excepte els drets senyorials que els comtes de Lomme, després de Namur, conservaven en alguns pobles. Gembloux i les seves dependències i Nivelles foren agregades al Brabant. El comte de Namur va conservar les batllies de Viesville i la vila de Fleurus. Gosselies, va quedar a la frontera entre Namur i Brabant i el territori va pertànyer inicialment a Namur.
Vanderkindere suggereix que el comtat va estar en mans de Gislebert de Maasgau a partir de vers el 866, però no hi apareix esmentat cap comte fins al 884. En la partició del 8 d'agost del 870 el pagus Lommensis (Comitatum Lomensem) va quedar per Carles II el Calb però va quedar per Alemanya el 880. El 884 apareix en una carta un comte de nom Robert. El 915 s'esmenta a Erlebold, i Berenguer apareix en carta del 919 i se suposa que va construir el castell de Namur, ja que és qualificat de comte de Namur. El seu fill Robert I fou comte de Namur vers 932/946 que el 960 va fortificar el castell de Namur contra l'arquebisbe Brunó de Colònia. La descendència masculina de Robert va conservar el comtat fins al final del segle XII (1196).

## Comtes carolingis del Lommegau
- Gislebert de Maasgau, nacut vers 825 a l'Hainaut fou comte de Maasgau el 841 i comte de Lommegau el 866. El 846, va segrestar a Ermengarda, filla de l'emperador Lotari I, amb la que es va casar; el matrimoni fou finalment reconegut el 849. Va morir el 892.

- Robert de Lomme, esmentat vers 884

- Erlebold de Hoegaarden, comte de Lommegau el 915, casat amb Alpais, filla il·legítima del rei Charles el Simple.

- Berenguer de Namur, comte du Lommegau, comte de Maifeld, considerat primer comte de Namur

- Robert I, el fill de l'anterior, mort entre 974 i 981, comte de Namur de 932/946 a la seva mort.